# Sydney International 2018 - Qualificazioni singolare maschile
Le qualificazioni del singolare  maschile del Sydney International 2018 sono state un torneo di tennis preliminare per accedere alla fase finale della manifestazione. I vincitori dell'ultimo turno sono entrati di diritto nel tabellone principale. In caso di ritiro di uno o più giocatori aventi diritto a questi sono subentrati i lucky loser, ossia i giocatori che hanno perso nell'ultimo turno ma che avevano una classifica più alta rispetto agli altri partecipanti che avevano comunque perso nel turno finale.

## Teste di serie
1. Daniil Medvedev (qualificato)
2. Federico Delbonis (primo turno)
3. Evgenij Donskoj (qualificato)
4. Dušan Lajović (primo turno)

1. Nicolas Mahut (ultimo turno)
2. Ričardas Berankis (ultimo turno, Lucky loser)
3. Václav Šafránek (ultimo turno)
4. Tejmuraz Gabašvili (ultimo turno, ritirato)

## Qualificati
1. Daniil Medvedev
2. Alexei Popyrin

1. Evgenij Donskoj
2. Aleksandar Vukic

### Lucky loser
1. Ričardas Berankis

## Tabellone

### Legenda
| - Q = Qualificato - WC = Wild card - LL = Lucky loser | - ALT = Alternate - SE = Special Exempt - PR = Protected Ranking | - w/o = Walkover - r = Ritirato - d = Squalificato |

### Sezione 1
|  | Primo turno | Primo turno       | Primo turno       | Primo turno | Primo turno |  |  | Ultimo turno | Ultimo turno    | Ultimo turno    | Ultimo turno | Ultimo turno |  |
|  |             |                   |                   |             |             |  |  |              |                 |                 |              |              |  |
|  | 1           | Daniil Medvedev   | Daniil Medvedev   | 6           | 6           |  |  |              |                 |                 |              |              |  |
|  |             | Alexander Zhurbin | Alexander Zhurbin | 1           | 2           |  |  | 1            | Daniil Medvedev | Daniil Medvedev | 6            | 6            |  |
|  | Alt         | Fabrice Martin    | Fabrice Martin    | 1           | 2           |  |  | 7            | Václav Šafránek | Václav Šafránek | 2            | 4            |  |
|  | 7           | Václav Šafránek   | Václav Šafránek   | 6           | 6           |  |  |              |                 |                 |              |              |  |

### Sezione 2
|  | Primo turno | Primo turno           | Primo turno | Primo turno | Primo turno |  |  | Ultimo turno | Ultimo turno   | Ultimo turno | Ultimo turno | Ultimo turno |  |
|  |             |                       |             |             |             |  |  |              |                |              |              |              |  |
|  | 2           | Federico Delbonis     | 6           | 3           | 3           |  |  |              |                |              |              |              |  |
|  | WC          | Alexei Popyrin        | 4           | 6           | 6           |  |  | WC           | Alexei Popyrin | 4            | 7            | 6            |  |
|  | WC          | Christopher O'Connell | 6           | 4           | 4           |  |  | 5            | Nicolas Mahut  | 6            | 64           | 4            |  |
|  | 5           | Nicolas Mahut         | 2           | 6           | 6           |  |  |              |                |              |              |              |  |

### Sezione 3
|  | Primo turno | Primo turno        | Primo turno        | Primo turno        | Primo turno |  |  | Ultimo turno | Ultimo turno       | Ultimo turno       | Ultimo turno | Ultimo turno |  |
|  |             |                    |                    |                    |             |  |  |              |                    |                    |              |              |  |
|  | 3           | Evgenij Donskoj    | Evgenij Donskoj    | 6                  | 6           |  |  |              |                    |                    |              |              |  |
|  | Alt         | Nicholas Monroe    | Nicholas Monroe    | 3                  | 4           |  |  | 3            | Evgenij Donskoj    | Evgenij Donskoj    | 6            |              |  |
|  |             | Vladimir Polyakov  | Vladimir Polyakov  | Vladimir Polyakov  |             |  |  | 8            | Tejmuraz Gabašvili | Tejmuraz Gabašvili | 5            | r            |  |
|  | 8           | Tejmuraz Gabašvili | Tejmuraz Gabašvili | Tejmuraz Gabašvili | w/o         |  |  |              |                    |                    |              |              |  |

### Sezione 4
|  | Primo turno | Primo turno       | Primo turno       | Primo turno | Primo turno |  |  | Ultimo turno | Ultimo turno      | Ultimo turno      | Ultimo turno | Ultimo turno |  |
|  |             |                   |                   |             |             |  |  |              |                   |                   |              |              |  |
|  | 4           | Dušan Lajović     | Dušan Lajović     | 5           | 65          |  |  |              |                   |                   |              |              |  |
|  |             | Aleksandar Vukic  | Aleksandar Vukic  | 7           | 7           |  |  |              | Aleksandar Vukic  | Aleksandar Vukic  | 7            | 6            |  |
|  |             | Matthew Barton    | Matthew Barton    | 5           | 3           |  |  | 6            | Ričardas Berankis | Ričardas Berankis | 5            | 2            |  |
|  | 6           | Ričardas Berankis | Ričardas Berankis | 7           | 6           |  |  |              |                   |                   |              |              |  |